# 天金 (天ぷら)
天金（てんきん）は、1864年（元治元年）創業、1970年（昭和45年）に閉店した東京 ・銀座の天ぷら屋。明治から太平洋戦争前までは東京で一番有名と言われた天ぷら屋である。最後の将軍徳川慶喜が常連客であったことでも知られている。明治期には銀座4丁目、1918年（大正7年）からは銀座5丁目、戦後には銀座6丁目に店を構えた。屋号は天ぷらの「天」に創業者・関口金太郎の「金」から。

## 歴史
1864年（元治元年）、初代の関口金太郎が銀座に天ぷらの屋台を出したのが始まりである。三代目の次男である池田弥三郎の証言によれば、屋台のあった場所は現在の銀座三越の北側、銀座通りにあたる場所でその奥に住まいがあったという。1872年（明治5年）の銀座大火で銀座は焼け野原になったが、このとき関口金太郎は固定店舗を構えた。場所は尾張町の交差点（現在の銀座4丁目の交差点）から西に二軒目、現在では和光の西側になっている土地である。現在は晴海通りが拡張されたため、その場所は和光前の道路部分に該当する。1階は調理場、2階は客間で大広間のみ、個室や間仕切りはなく、お膳もなく、畳に広蓋を直に置いて食するスタイルだった。ただし、このスタイルは当時は普通の形であった。大広間にいっぱいに客が入っていたという。初代は明治に入っても髷を切らず店のものにも髷を結わせたと言う逸話や、喧嘩早い逸話などで知られる人物であったという。
1890年（明治23年）、初代が死去し養子の池田鉸三郎が二代目となった。1918年（大正7年）、当時の天金の地所を服部時計店が購入したため、店は元数奇屋町3丁目（現在の銀座5丁目銀座不二越ビルの付近）に移転するが、1923年（大正12年）の関東大震災で焼失、ほどなく再建し1930年（昭和5年）には隣に安価な天丼屋「天金食堂どんわん」を併設する。天金そのものは高級天ぷら屋で天丼などは提供していなかったが、三越で売り始めた40銭の天丼に対抗して安い天丼屋を併設したのである。これに負けて三越は天丼を売ることを止めてしまったと言う。1932年5月16日五・一五事件の翌日、来日していたチャールズ・チャップリンが「天金」に来店している。やがて太平洋戦争の東京大空襲で天金は焼失し、店を銀座6丁目に移転するが1970年に閉店した。天金の五代目にあたる人物は「銀座と言う土地で生き残っていくには借地での経営は厳しかった」と語っている。なお渋谷駅前の東急文化会館内の食堂街に出店があり、20世紀の終わり頃まで「天金」の看板を守っていた。

## 徳川慶喜と天金
天金は最盛期には東京で一番と謳われた天ぷら屋なので著名人の贔屓は多かったが、その中でも知られているのが最後の将軍徳川慶喜である。慶喜は特に天金のかき揚げを好み、大皿に一つ乗せさせて食べたと言う。慶喜が好んだ天金のかき揚げの材料は小エビ、貝柱、三つ葉で、直径5寸（約15センチ）もあったという。

## 関係者
天金の初代は関口金太郎であるが、二代目に養子の池田鉸三郎が就いて以来池田家が経営していた。この池田家からは三代目池田金太郎の弟に池田大伍、三代目の次男に池田弥三郎と二人の文学者を輩出している。池田弥三郎はその著書『銀座十二章』の中で天金について詳しく述べている。

## 評価
朝日新聞（2007年）や風俗画報（明治37年）などでは東京で一番有名な天ぷら屋、平凡社『世界大百科事典』の天ぷらの項では銀座の天金と新橋の橋善がもっとも流行った天ぷら屋とし、読売新聞1909年では新橋・橋善と銀座・天金、浅草・中清の三店を東京の天ぷらの名店とあげるなど、天金は明治から太平洋戦争前までは東京でもっとも知られた天ぷら屋であった。